# 岩本淳
岩本 淳（いわもと じゅん、1966年〈昭和41年〉11月15日 - ）は、日本の男優。グリーンメディア所属。劇団ラッパ屋の団員。

## 出演

### 映画
- ガメラ3 邪神覚醒（1999年）
- キリン（2011） - バーマスター役
- 河合組「鈴木先生」（2012） - 警官役
- 園組「希望の国」（2012）
- 地獄でなぜ悪い（2013）
- 長江組「不安の種」（2013） - 普通のおじさん役
- シン・ゴジラ（2016）[3]
- 明け方の若者たち（2021年）[4][5]
- 愛国女子—紅武士道（2022年） - 男性アナウンサー役
- ゴミ屑と花（2024年公開予定） - 山本役[6]

### テレビドラマ
- 三姉妹探偵団（1998年、日本テレビ）
- ご就職（1999年、NHK）
- はみだし弁護士・巽志郎（1999年、ABC）
- 土曜ワイド 終着駅シリーズ（1999年〜、テレビ朝日）
- 続・平成夫婦茶碗（2002年、日本テレビ）
- 相棒（テレビ朝日）
  - 3rd 第17話（2005年） - 舞台俳優 役
  - X 第6話（2011年） - 横尾 役
- 炎神戦隊ゴーオンジャー 第1話（2008年、テレビ朝日） - 結婚式場のカメラマン 役
- 空の港で 第24話・25話（2008年、テレビ東京）
- Jsports プロ野球中継（2011年、CS） - OP映像 浪士 役
- BOSS 第10話（2011年、フジテレビ） - 医師 役
- 明日の光をつかめ（2011年、フジテレビ） - スタンド店長 役
- DOCTORS〜最強の名医〜 第3話（2011年、テレビ朝日） - 勝村 役
- 十津川刑事の肖像（2012年、フジテレビ） - 刑事 役
- 覗き穴 再開編（2012年、BeeTV） - 掛布五郎 役
- プラチナタウン 第1話（2012年、WOWOW） - 藤島 役
- リッチマン、プアウーマン 第6話（2012年、フジテレビ） - 株主 役
- 最上のプロポーズ（2013年、BeeTV） - 医師 役
- プレミアムドラマ 人生なりゆき（2013年、NHK BSプレミアム） - 客B 役
- 世にも奇妙な物語 2013年 秋の特別編 ある日爆弾がおちてきて（2013年、フジテレビ） - 医師 役
- 救命病棟24時 第3話（2013年、フジテレビ） - 小野寺光司 役
- 悪霊病棟 第3話（2013年、MBS） - 田中 役
- 町医者ジャンボ!! 第8話（2013年、讀賣テレビ） - 医師助手 役
- ドクターX〜外科医・大門未知子〜2 第2話（2013年、テレビ朝日） - 佐伯 役
- 安堂ロイド 第2話（2013年、TBS） - 鑑識 役
- Dr.DMAT 第1話（2014年、TBS） - バス案内係 役
- 闇金ウシジマくん2 第4話・第5話・第7話（2014年2月7日・14日・28日、MBS・TBS） - 小野社長 役
- ドラマスペシャル 家政婦は見た!（2014年、テレビ朝日） - 徴収官 役
- マグマイザー（2017年） - 志藤輝臣 役
- 警視庁ゼロ係〜生活安全課なんでも相談室〜 SEASON4（2019年、テレビ東京） - 会田克正 役
- アンサング・シンデレラ 病院薬剤師の処方箋（2020年、フジテレビ） - 峰田和昭 役
- 日本沈没-希望のひと- （2021年、TBS）
- だれかに話したくなる山本周五郎日替わりドラマ2 第2回・最終回（2022年2月4日・18日、NHK BSプレミアム）[7][8]
- 逃亡医F 第5話（2022年2月12日、日本テレビ）
- 金曜ドラマ 妻、小学生になる。 第6話（2022年2月25日、TBS） - 医師 役
- ユニコーンに乗って 第1話（2022年7月5日、TBS）[9]
- 初恋の悪魔（2022年7月16日 - 9月24日、日本テレビ） - 長沢保 役[10]
- テイオーの長い休日 第1話・第3話（2023年6月3日・6月17日、フジテレビ系） - 有田和仁 役
- 転職の魔王様 第1話（2023年7月17日、フジテレビ系）
- めぐる未来（2024年1月18日 - 3月22日、読売テレビ・日本テレビ） - 永代文夫 役
- ドラマフィル 奪われた僕たち 第1話（2024年4月12日、毎日放送）[11]
- 土ドラ9 花咲舞が黙ってない 第3シリーズ 第1話（2024年4月13日、日本テレビ）[12]
- オクトー 〜感情捜査官 心野朱梨〜 Season2 第7話（2024年11月14日、読売テレビ・日本テレビ系） - 設楽潤一 役[13]
- モンスター 第9話（2024年12月9日、関西テレビ・フジテレビ系） - 絵画鑑定士 役[14]
- アイシー〜瞬間記憶捜査・柊班〜 第3話（2025年2月4日、フジテレビ） - 医師 役[15]

### Webドラマ
- ウルトラマンオーブ THE ORIGIN SAGA 第8話（2017年、Amazonプライム・ビデオ） - 役人 役

### CM
- 「P&G ミューズウェットクロス」
- 「カネボウフーズ」
- 「ミスタードーナツ」
- 「サッポロビール」
- JR東日本 オフピーク定期券「アリかも!?オフピーク定期券」篇（2024年9月14日 - ） - 部長 役（佐野勇斗と共演）
- キヤノンマーケティングジャパン「登場・おまかせください」篇（2024年9月24日 - ）（賀来賢人、松本若菜と共演）